# Capela do Alto
Capela do Alto là một đô thị ở bang São Paulo của Brasil. Đô thị này nằm ở vĩ độ 23º28'14" độ vĩ nam và kinh độ 47º44'05" độ vĩ tây, trên khu vực có độ cao 625 m. Dân số năm 2004 ước tính là 16.030 người.

## Thông tin nhân khẩu
Dữ liệu dân số theo điều tra dân số năm 2000
Tổng dân số: 14.247
- Dân số thành thị: 11.111
- Dân số nông thôn: 3.136
- Nam giới: 7.314
- Nữ giới: 6.933

Mật độ dân số (người/km²): 83,81
Tỷ lệ tử vong trẻ sơ sinh dưới 1 tuổi (trên một triệu người): 19,68
Tuổi thọ bình quân (tuổi): 69,31
Tỷ lệ sinh (số trẻ trên mỗi bà mẹ): 2,88
Tỷ lệ biết đọc biết viết: 89,43%
Chỉ số phát triển con người (HDI-M): 0,748
- Chỉ số phát triển con người - Thu nhập: 0,654
- Chỉ số phát triển con người - Tuổi thọ: 0,738
- Chỉ số phát triển con người - Giáo dục: 0,853

(Nguồn: IPEADATA)

### Sông ngòi
- Sông Sarapuí

### Các xa lộ
- SP-141
- SP-268